# Diguetinus
Diguetinus is een geslacht van hooiwagens uit de familie Globipedidae.
De wetenschappelijke naam Diguetinus is voor het eerst geldig gepubliceerd door Carl Frederick Roewer in 1912.

## Soorten
Diguetinus is monotypisch en omvat slechts de volgende soort:
- Diguetinus raptator